# サッカーブルネイ代表
サッカーブルネイ代表（サッカーブルネイだいひょう）は、ブルネイサッカー協会（BAFA）によって編成されるブルネイのサッカーのナショナルチームである。アジアサッカー連盟およびASEANサッカー連盟に所属している。ホームスタジアムは首都、バンダルスリブガワンにあるハサナル・ボルキア国立競技場。
2009年9月、FIFAによりブルネイサッカー協会の資格停止処分が下され、ブルネイ代表チームが国際試合に参加する権利も剥奪された（2011年5月に解除）。

## FIFAワールドカップの成績
- 1930年～1982年 - 不参加
- 1986年 - 予選敗退
- 1990年 - 不参加
- 1994年 - 不参加
- 1998年 - 不参加
- 2002年 - 予選敗退
- 2006年 - 不参加
- 2010年 - 不参加
- 2014年 - 不参加（資格停止処分中のため）
- 2018年 - 予選敗退
- 2022年 - 予選敗退
- 2026年 - 予選敗退

## AFCアジアカップの成績
- 1956年 - 不参加
- 1960年 - 不参加
- 1964年 - 不参加
- 1968年 - 不参加
- 1972年 - 予選敗退
- 1976年 - 予選敗退
- 1980年 - 不参加
- 1984年 - 不参加
- 1988年 - 不参加
- 1992年 - 不参加
- 1996年 - 不参加
- 2000年 - 予選敗退
- 2004年 - 予選敗退
- 2007年 - 不参加
- 2011年 - 不参加
- 2015年 - 不参加
- 2019年 - 予選敗退
- 2023年 - 予選敗退
- 2027年 - 予選敗退

## AFCチャレンジカップの成績
| 開催年 | 結果                             | 試合                             | 勝利                             | 引分                             | 敗戦                             | 得点                             | 失点                             |
| ------ | -------------------------------- | -------------------------------- | -------------------------------- | -------------------------------- | -------------------------------- | -------------------------------- | -------------------------------- |
| 2006   | グループリーグ敗退               | 3                                | 1                                | 1                                | 1                                | 2                                | 2                                |
| 2008   | 予選敗退                         | 予選敗退                         | 予選敗退                         | 予選敗退                         | 予選敗退                         | 予選敗退                         | 予選敗退                         |
| 2010   | 予選敗退                         | 予選敗退                         | 予選敗退                         | 予選敗退                         | 予選敗退                         | 予選敗退                         | 予選敗退                         |
| 2012   | 出場停止（資格停止処分中のため） | 出場停止（資格停止処分中のため） | 出場停止（資格停止処分中のため） | 出場停止（資格停止処分中のため） | 出場停止（資格停止処分中のため） | 出場停止（資格停止処分中のため） | 出場停止（資格停止処分中のため） |
| 2014   | 棄権                             | 棄権                             | 棄権                             | 棄権                             | 棄権                             | 棄権                             | 棄権                             |
| 合計   | 1/5                              | 3                                | 1                                | 1                                | 1                                | 2                                | 2                                |

## 東南アジアサッカー選手権の成績
| 開催年       | 結果               | 試合     | 勝利     | 引分     | 敗戦     | 得点     | 失点     |
| ------------ | ------------------ | -------- | -------- | -------- | -------- | -------- | -------- |
| 1996         | グループリーグ敗退 | 4        | 1        | 0        | 3        | 1        | 15       |
| 1998         | 予選敗退           | 予選敗退 | 予選敗退 | 予選敗退 | 予選敗退 | 予選敗退 | 予選敗退 |
| 2000         | 棄権               | 棄権     | 棄権     | 棄権     | 棄権     | 棄権     | 棄権     |
| 2002         | 不参加             | 不参加   | 不参加   | 不参加   | 不参加   | 不参加   | 不参加   |
| 2004         | 不参加             | 不参加   | 不参加   | 不参加   | 不参加   | 不参加   | 不参加   |
| 2007         | 予選敗退           | 予選敗退 | 予選敗退 | 予選敗退 | 予選敗退 | 予選敗退 | 予選敗退 |
| 2008         | 予選敗退           | 予選敗退 | 予選敗退 | 予選敗退 | 予選敗退 | 予選敗退 | 予選敗退 |
| 2010         | 出場停止           | 出場停止 | 出場停止 | 出場停止 | 出場停止 | 出場停止 | 出場停止 |
| 2012         | 予選敗退           | 予選敗退 | 予選敗退 | 予選敗退 | 予選敗退 | 予選敗退 | 予選敗退 |
| 2014         | 予選敗退           | 予選敗退 | 予選敗退 | 予選敗退 | 予選敗退 | 予選敗退 | 予選敗退 |
| 2016         | 予選敗退           | 予選敗退 | 予選敗退 | 予選敗退 | 予選敗退 | 予選敗退 | 予選敗退 |
| H&A方式 2018 | 予選敗退           | 予選敗退 | 予選敗退 | 予選敗退 | 予選敗退 | 予選敗退 | 予選敗退 |
| 2020         | 参加辞退           | 参加辞退 | 参加辞退 | 参加辞退 | 参加辞退 | 参加辞退 | 参加辞退 |
| H&A方式 2022 | グループリーグ敗退 | 4        | 0        | 0        | 4        | 2        | 22       |
| H&A方式 2024 | 予選敗退           | 予選敗退 | 予選敗退 | 予選敗退 | 予選敗退 | 予選敗退 | 予選敗退 |
| 合計         | 2/15               | 8        | 1        | 0        | 7        | 3        | 37       |

## AFCソリダリティーカップの成績
| 開催年 | 結果 | 試合 | 勝利 | 引分 | 敗戦 | 得点 | 失点 |
| ------ | ---- | ---- | ---- | ---- | ---- | ---- | ---- |
| 2016   | 4位  | 4    | 1    | 1    | 2    | 7    | 7    |
| 合計   | 1/1  | 4    | 1    | 1    | 2    | 7    | 7    |

## 歴代監督
- ダンカン・マクダウェル 1976-1981
- デイヴィッド・ブース 1996-1999
- マイケル・ジョネス 2000
- ザイヌディン・カシム 2001
- カリム・ベンチェリファ 2003-2004
- モハマド・アリ・ムスタファ 2006
- 權五孫 2008
- ヴィエラン・シムニッチ 2008-2009
- モハマド・アリ・ムスタファ 2009
- 權五孫 2012
- ヴィエラン・シムニッチ 2013-2014
- スティーブ・キーン（英語版） 2014
- マイク・ウォン 2015-

## 歴代選手

### GK
- ワルドゥン・ユソフ

### DF
- ナジブ・タリフ
- ファカラッジ・ハッサン

### MF
- アズワン・サレハ
- マウドゥディ・ヒルミ・カスミ
- ロスミン・カミス
- アズワン・アリ・ラーマン
- ファイク・ジェフリ・ボルキア

### FW
- シャーラーゼン・サイード
- アディ・サイード